# AkzoNobel
Akzo Nobel N.V. este o companie multinațională olandeză activă în domeniul vopselelor decorative, coatings și chimicale de specialitate.
Este cel mai mare producător de lacuri și vopsele din lume.
Cu sediul central în Amsterdam, compania deține active în mai mult de 80 de țări și are aproximativ 50.000 de angajați.
Valoarea vânzărilor în 2013 a fost de €14.59 miliarde. În urma achiziționării ICI, compania a fost restructurată la 2 ianuarie 2008 și a trecut printr-un proces de re-branding finalizat la 25 aprilie în același an.

## Akzo Nobel în România
Compania este prezentă și în România prin Decorative Paints North East Europe în Voluntari (Ilfov) și prin International Coatings (Holding) Ltd Romania cu sediul în Constanța.
Cele mai cunoscute mărci cu care este prezent grupul în România sunt Dulux (vopsea lavabilă), Sadolin (lacuri pentru tratarea lemnului) și Hammerite (vopsea pentru metale).
Cifra de afaceri în 2010: 14,2 milioane lei